# Sofja Dawidowna Miliband
Sofja Dawidowna Miliband (russisch Софья Давидовна Милибанд; * 17. Juli 1922 in Moskau; † 12. Februar 2017) war eine sowjetisch-russische Orientalistin und Bibliografin.

## Leben
Milibands Vorfahr war der Kantonist Michl, der sich in Reval niedergelassen hatte. Ihr Vater Dawid Ossipowitsch Miliband stammte aus einer Warschauer Familie, kam nach Moskau und heiratete 1921 eine jüdische Estin. Sofja Milibands Onkel Samuil Miliband nahm nach der Oktoberrevolution in der Roten Armee am Polnisch-Sowjetischen Krieg teil, emigrierte 1920 nach Belgien und floh 1940 ins Vereinigte Königreich. Samuil Milibands Sohn war der marxistische Staatswissenschaftler Ralph Miliband, dessen Söhne David Miliband und Ed Miliband Politiker im Vereinigten Königreich sind.
Miliband studierte an der Universität Moskau (MGU) in der Orientalistik-Abteilung der Fakultät für Geschichtswissenschaft mit Abschluss 1945. Einer ihrer Lehrer war Alexander Andrejewitsch Guber. Darauf arbeitete sie im Staatlichen Historischen Museum.
1948 wurde Miliband Bibliografin der Moskauer Staatlichen Bibliothek für ausländische Literatur. 1950 wurde sie Chefbibliografin des Instituts für Orientstudien der Akademie der Wissenschaften der UdSSR.
Milibands Forschungsgebiet wurde die Geschichte der Orientalistik in der UdSSR und Russland. Sie reiste dazu in viele Städte Russlands und wiederholt in die Republiken Zentralasiens und Transkaukasiens. Sie machte sich mit vielen Orientalisten bekannt. 1975 erschien ihr bibliografisches Lexikon der sowjetischen Orientalisten. Es ist eine einzigartige Materialsammlung über die Wissenschaftler, die zwischen 1917 und 1972 auf den verschiedenen Gebieten der Orientalistik gearbeitet haben. Es enthält die bibliografischen Informationen, eine Liste der grundlegenden Arbeiten und Dissertationen sowie Literatur über das Leben und die Tätigkeiten der Orientalisten. 1995 erschien ihr erweitertes bibliografisches Lexikon der russischen Orientalisten in zwei Bänden. 2008 erschien ihr Lexikon der Orientalisten Russlands (20. Jahrhundert bis Anfang des 21. Jahrhunderts). Ab 2000 sammelte sie Materialien für ein Lexikon der Orientalisten der vorrevolutionären Zeit (18. Jahrhundert bis Anfang des 19. Jahrhunderts).
Als der britische Minister Ed Miliband 2009 zu einem offiziellen Besuch nach Moskau kam und in einem Radio-Interview zu hören war, rief Sofja Miliband im Studio an und machte sich als Verwandte Ed Milibands bekannt. Ed Miliband wusste nichts von seiner Verwandten und besuchte sie in ihrer Wohnung. In einem Interview erzählte sie von ihrer Jugend bei den Leninpionieren, ihrer Bekanntschaft mit Swetlana Iossifowna Allilujewa, einem Treffen mit Stalin, der Zeit des Großen Terrors und über die schweren Kriegsjahre, als sie geheime deutsche Dokumente übersetzte und in Polen ein Onkel bei der Feuerwehr im Jahr 1941 von Deutschen getötet wurde, während sich zwei weitere Onkel vor dem Abtransport in Konzentrationslager töteten.